# Philanthus
Philanthus es un género de himenópteros apócritos de la familia Crabronidae. Son avispas solitarias predadoras, generalmente sus presas son abejas, de ahí el nombre común, lobo de abejas. Las hembras adultas construyen túneles subterráneos para anidar, mientras los machos marcan sus territorios depositando sus feromonas en yuyos, hierbas o pequeños objetos. 
Al igual que la gran mayoría de las avispas apoideas las larvas son carnívoras, por eso las madres cazan otros invertebrados, especialmente abejas. Depositan sus huevos en las presas para que les sirvan de alimento hasta completar el desarrollo. El adulto toma néctar de las flores o del buche de sus víctimas; el néctar es su principal fuente de energía para el vuelo.
La especie más común en Europa es P. triangulum, que se especializa en la abeja melífera, por lo cual es considerada una peste por los apicultores. Otras especies de  Philanthus se especializan en otras especies de abejas. Otras son generalistas que atacan una gran variedad de especies de abejas o de otros himenópteros.
Se caracterizan por inocular a sus presas en una zona membranosa de la región ventral donde el veneno rápidamente paraliza los mayores músculos voluntarios, sin matar a la víctima. La presa trata de defenderse picando a su vez, pero siempre es tomada de tal manera que solo alcanza la parte más protegida por la armadura de Philanthus. El lobo de abejas suele llevar su presa a un túnel temporario para después transferirla a su nido donde deposita un huevo sobre el cuerpo de la víctima.

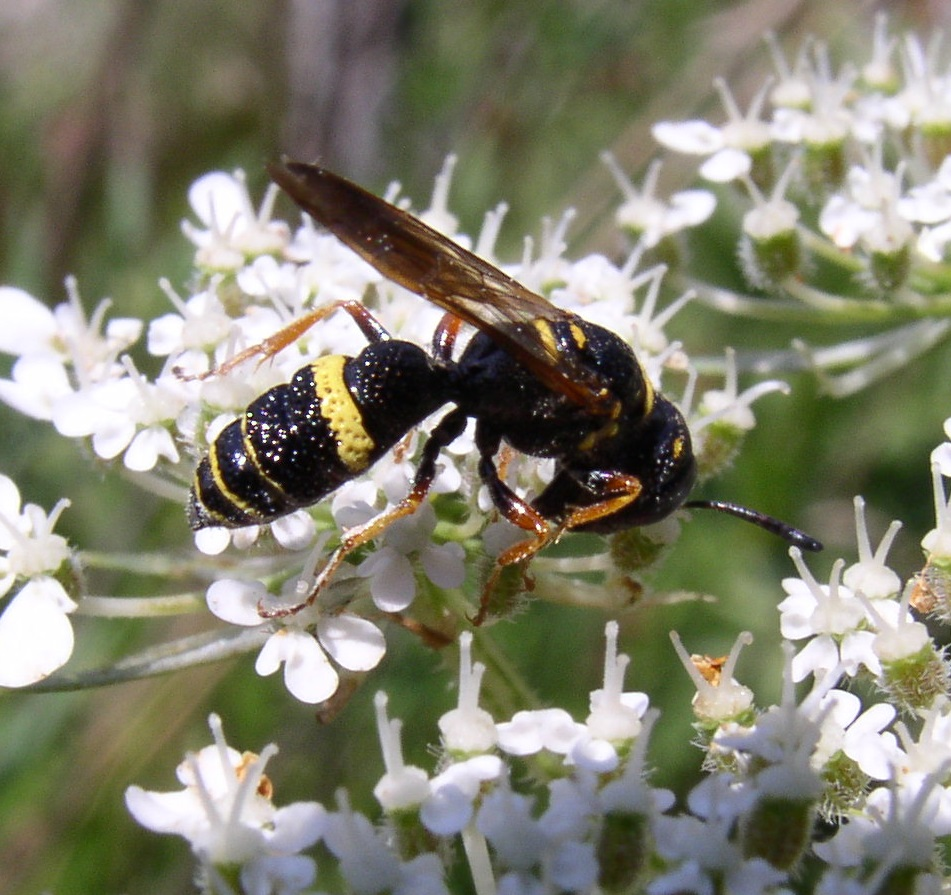
Philanthus gibbosus Pennsylvania. Estados Unidos.

## Especies
El género Philanthus contiene alrededor de 135 especies, unas pocas están incluidas en esta lista:
- Philanthus albopilosus (sin. P. simillimus)
- Philanthus arizonicus
- Philanthus banabacoa
- Philanthus barbatus
- Philanthus barbiger
- Philanthus basilaris
- Philanthus bicinctus
- Philanthus bilunatus
- Philanthus boharti
- Philanthus coarctatus (sin. P. niloticus)
  - P. c. coarctatus
  - P. c. raptor
  - P. c. siculus
- Philanthus coronatus
  - P. c. coronatus
  - P. c. orientalis
- Philanthus crabroniformis
- Philanthus crotoniphilus
- Philanthus elegantissimus
- Philanthus fuscipennis
- Philanthus gibbosus
- Philanthus gloriosus
- Philanthus histrio
- Philanthus inversus
- Philanthus lepidus
- Philanthus levini
- Philanthus loeflingi
- Philanthus michelbacheri
- Philanthus multimaculatus
- Philanthus nasalis
- Philanthus neomexicanus
- Philanthus occidentalis
- Philanthus pacificus
- Philanthus parkeri
- Philanthus politus
- Philanthus psyche
- Philanthus pulchellus
- Philanthus pulcher
- Philanthus sanborni
- Philanthus saxigenus
- Philanthus schusteri
- Philanthus sculpturatus
- Philanthus serrulatae (sin. P. siouxensis)
- Philanthus solivagus
- Philanthus stygius
  - P. s. stygius
  - P. s. atronitens
- Philanthus tarsatus
- Philanthus triangulum
- Philanthus variegatus
- Philanthus ventilabris
- Philanthus ventralis (sin. Ococletes ventralis)
- Philanthus venustus
- Philanthus zebratus